# Brenda Song
Brenda Song (Carmichael, 27 marzo 1988) è un'attrice, doppiatrice, produttrice televisiva ed ex modella statunitense.
Brenda Song è conosciuta per aver interpretato il ruolo protagonista nel film Disney per la televisione Wendy Wu: Guerriera alle prime armi (2006), l'ottavo film per la tv di Disney Channel più visto, con 5,7 milioni di telespettatori durante la prima messa in onda. È inoltre nota per aver interpretato il ruolo di London Tipton nelle serie televisive Disney Zack e Cody al Grand Hotel e Zack e Cody sul ponte di comando. 

Ha vinto uno Young Artist Award per la sua partecipazione nel 2000 al film Il più bel regalo di Natale.

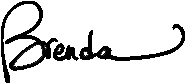
La firma di Brenda Song

## Biografia
Nata il 27 marzo 1988 a Carmichael da genitori Hmong e Thai, è cintura nera di Taekwondo ed è stata nominata All-American Scholar al primo anno delle scuole superiori. A soli sei anni iniziò a recitare e a fare la modella; la sua prima apparizione televisiva fu in una pubblicità per una catena di fast food. A ciò ha fatto seguito l'apparizione in singoli episodi di moltissime serie TV di successo come E.R - Medici in prima linea, Giudice Amy e Settimo Cielo, nonché in alcuni film televisivi come Il più bel regalo di Natale.
Divenne nota presso un pubblico molto giovane grazie ai ruoli avuti in alcune produzioni della Disney, in particolare il ruolo di Tia nella serie televisiva Phil dal futuro, e quello di Natasha nel film Una star in periferia. Ha inoltre recitato nel film Disney per la televisione Lexi e il professore scomparso, insieme a Lindsay Lohan. Il suo ruolo più famoso è stato quello di London Tipton nel telefilm di Disney Channel Zack e Cody al Grand Hotel, dove interpretava la figlia del proprietario dell'albergo, una sorta di parodia di Paris Hilton. È stata anche la protagonista del film TV Wendy Wu: Guerriera alle prime armi (2006).
Brenda Song ha partecipato, insieme ad altre protagoniste della rete Disney Channel, alla realizzazione di una nuova versione della canzone A Dream is a wish your heart makes, pubblicata nel nuovo DVD di Cenerentola.
Brenda Song partecipa anche alla prima edizione dei Disney Channel Games, come capitano della squadra blu; della sua squadra facevano parte Corbin Bleu, Vanessa Hudgens, Cole Sprouse, Monique Coleman e Jason Earles. Nella seconda edizione dei Disney Channel Games, Brenda ha partecipato come capitano della squadra rossa; della sua squadra facevano parte Ashley Tisdale, Jason Earles, Mitchel Musso, Moisés Arias, Adrienne Bailon, e tre componenti stranieri: Sydney White dall'Inghilterra, François Civil dalla Francia, Sergio Martin dalla Spagna. Nel 2008 ha partecipato al film College Road Trip insieme a Raven-Symoné. Assieme a Shin Koyamada doveva apparire nel sequel di Wendy Wu, di cui era prevista l'uscita per il 2012: Wendy Wu: Golden Soul ma poi fu annullato tutto. Nel 2010 partecipa al celebre film, vincitore di 3 Premi Oscar, basato sulla nascita di Facebook, The Social Network, nel ruolo di un'amica del protagonista.
Dopo essere apparsa anche in altre serie di Disney Channel in qualità di guest star, nel 2011 Song appare per l'ultima volta in un prodotto del franchise di Zack e Cody, ossia il film televisivo che fa da finale alla storia. Negli anni successivi, Song interpreta ruoli ricorrenti nelle serie TV New Girl, Scandal e Dads e appare come guest star in altri lavori televisivi. Al cinema, Song appare nel cortometraggio First Kiss (2012) e nel film Boogie Town (2013). Tra 2016 e 2017 l'attrice interpreta un ruolo in 13 episodi della serie Pure Genius, per poi lavorare come attrice protagonista in due serie TV ancora in corso: Station 19 e Dollface. Nel 2019 ritorna al cinema dopo 5 anni di assenza, recitando come protagonista nel film di Netflix Secret Obsession. Dal 2019 presta la voce ad Anne Boonchuy, protagonista della serie animata Disney Anfibia. Nel 2020 lavora come doppiatrice al film d'animazione Bobbleheads: The Movie.

## Vita privata
Dall'ottobre 2017 è legata sentimentalmente all'attore Macaulay Culkin con il quale ha due figli.

## Filmografia

### Attrice

#### Cinema
- Forza Babbo Natale (Santa with Muscles) (1996), regia di John Murlowski
- Requiem, regia di Elizabeth Sung - cortometraggio (2000)
- Il sogno di Calvin (Like Mike), regia di John Schultz (2002)
- In viaggio per il college (College Road Trip), regia di Roger Kumble (2008)
- Little Sister, regia di Richard Bowen (2010)
- The Social Network, regia di David Fincher (2010)
- First Kiss, regia di Charles Hood - cortometraggio (2012)
- Boogie Town, regia di Chris Stokes (2013)
- Secret Obsession, regia di Peter Sullivan (2019)
- The Last Showgirl, regia di Gia Coppola (2024)

#### Televisione
- Thunder Alley - serie TV, episodi 2x02-2x18 (1994 - 1995)
- Fudge - serie TV, episodi 1x07-2x10 (1994 - 1995)
- Ancora una volta (Once and Again) - serie TV episodio 1x05 (1999)
- Popular - serie TV, episodio 1x10 (1999)
- Settimo Cielo (7th Heaven) - serie TV, episodi 4x21-4x22 (2000)
- Il più bel regalo di Natale (The Ultimate Christmas Present), regia di Greg Beeman - film TV (2000)
- Bette - serie TV, episodio 1x14 (2001)
- E.R. - Medici in prima linea - serie TV, episodio 7x20 (2001)
- Giudice Amy (Judging Amy) - serie TV, episodio 3x03 (2001)
- The Bernie Mac Show - serie TV, episodio 1x11 (2002)
- The Nightmare Room - serie TV, episodio 1x10 (2002)
- Eddie, il cane parlante (100 Deeds for Eddie McDowd) - serie TV, 13 episodi (2000-2002)
- Lexi e il professore scomparso (Get a Clue), regia di Maggie Greenwald - film TV (2002)
- For the People - serie TV, episodio 1x07 (2002)
- George Lopez - serie TV, episodio 2x02 (2002)
- Raven (That's So Raven) - serie TV, episodio 1x14 (2003)
- One on One - serie TV, episodio 3x08 (2003)
- Phil dal futuro (Phil of the Future) - serie TV, 7 episodi (2004 - 2005)
- Una star in periferia (Stuck in the Suburbs), regia di Savage Steve Holland – film TV (2004)
- Zack e Cody al Grand Hotel (The Suite Life of Zack and Cody) - serie TV, 88 episodi (2005-2008)
- Wendy Wu: Guerriera alle prime armi (Wendy Wu: Homecoming Warrior), regia di John Laing – film TV (2006)
- Zack e Cody sul ponte di comando (The Suite Life on Deck) - serie TV, 71 episodi (2008-2011)
- Special Delivery, regia di Michael Scott - film TV (2008)
- I maghi di Waverly (Wizards of Waverly Place) - serie TV, episodio 2x25 (2009)
- Hannah Montana - serie TV, episodio 3x20 (2009)
- Buona fortuna Charlie - Road Trip Movie (Good Luck Charlie, It's Christmas!), regia di Arlene Sanford – film TV (2011)
- Zack & Cody - Il film (The Suite Life Movie), regia di Sean McNamara – film TV (2011)
- Scandal - serie TV, 5 episodi (2012-2013)
- New Girl - serie TV, 4 episodi (2013)
- Dads - serie TV, 18 episodi (2013-2014)
- The League - serie TV, episodio 6x05 (2014)
- Life in Pieces - serie TV, episodio 1x12 (2016)
- Superstore - serie TV, episodio 2x18,2x21(2016)
- Pure Genius – serie TV, 13 episodi (2016-2017)
- Station 19 − serie TV (2018-2024)
- Dollface - serie TV, 20 episodi (2019-2022)
- Running Point - serie TV (2025-in corso)
- Quell'uragano di figlia (Shifting Gears) – serie TV, episodio 1x02 (2025)

### Doppiatrice
- American Dragon: Jake Long - serie TV, episodio 2x01 (2006)
- A scuola con l'imperatore - serie TV, episodi 2x01-2x09 (2007)
- Little Spirit: Christmas in New York, regia di Leopoldo Gout e Susan Holden - film TV (2008)
- Phineas e Ferb - serie TV, episodio 2x02 (2009)

- Yay Me! Starring London Tipton (2007-2011)
- Anfibia - serie TV (2019-in corso)
- Bobbleheads: The Movie - film, regia di Kirk Wise (2020)
- The Quarry - videogioco (2022)

## Riconoscimenti
| Anno | Premio                                                | Categoria                                                          | Performance                     | Esito           |
| ---- | ----------------------------------------------------- | ------------------------------------------------------------------ | ------------------------------- | --------------- |
| 2001 | Young Artist Award                                    | "Migliore Performance in un film TV (Commedia), giovane attrice"   | Il più bel regalo di Natale     | Vincitore/trice |
| 2003 | Young Artist Award                                    | "Migliore Performance in una serie Tv (commedia), giovane attrice" | The Bernie Mac Show             | Candidato/a     |
| 2006 | Asian Excellence Award                                | "Newcomers Award"                                                  | Zack e Cody al Grand Hotel      | Candidato/a     |
| 2010 | Green Globe Film Awards - Major Motion Picture Awards | "10 Outstanding Asians in Hollywood"                               | The Social Network, Boogie Town | Candidato/a     |

## Doppiatrici italiane
Nelle versioni in italiano dei suoi lavori, Brenda Song è stata doppiata da:
- Alessia Amendola in Zack e Cody al Grand Hotel, Wendy Wu: Guerriera alle prime armi, Passa il piatto, Zack e Cody sul ponte di comando, I maghi di Waverly, Hannah Montana, Raven (episodio di Zack e Cody), Zack & Cody - Il film, In viaggio per il college
- Chiara Francese in Scandal, Secret Obsession, Dollface
- Veronica Puccio in Raven, Superstore
- Eleonora Reti in Phil dal futuro, The Last Showgirl
- Letizia Ciampa in Il più bel regalo di Natale
- Angela Brusa in Lexi e il professore scomparso
- Letizia Scifoni in Una star in periferia
- Elena Perino in The Social Network
- Roberta Scardola in Il sogno di Calvin
- Tosawi Piovani in Eddie, il cane parlante
- Emanuela Damasio in New Girl
- Benedetta Ponticelli in Station 19
- Katia Sorrentino in Quell'uragano di figlia

Da doppiatrice è sostituita da:
- Elena Perino in Anfibia
- Gea Riva in The Quarry (videogioco)
- Ilaria Giorgino in American Dragon: Jake Long
- Valentina Mari in La famiglia Proud: più forte e orgogliosa